# Rudolf Wolf
Rudolf Wolf, född 7 juli 1816 i Fällanden nära Zürich, död 6 december 1893 i Zürich, var en schweizisk astronom och matematiker, som var verksam vid observatoriet i Zürich med forskning bland annat om solfläckar. Ett av hans viktigare verk var att skapa ett index för antalet solfläckar.

## Biografi
Wolf studerade vid universitetet i Zürich, Wien och Berlin med Johann Franz Encke som en av sina handledare. Wolf blev professor i astronomi vid Universitetet i Bern 1844 och chef för Bernobservatoriet 1847. År 1855 accepterade han chefskapet för astronomi vid både Zürichs universitet och Federal Institute of Technology i Zürich.

## Vetenskapligt arbete
Wolf imponerades mycket av Heinrich Schwabes  upptäckt av solfläckscykeln och han utförde inte bara sina egna observationer, utan samlade alla tillgängliga data om solfläcksaktivitet tillbaka så långt som 1610 och beräknade en period för cykeln på 11,1 år. År 1848 utformade han ett sätt att kvantifiera solfläcksaktivitet. Wolftalet, som det nu kallas, är fortfarande i bruk. År 1852 var Wolf en av fyra personer som upptäckte sambandet mellan cykeln och geomagnetisk aktivitet på jorden.
För att studera sannolikhetslagarna, utförde Wolf omkring 1850 ett Buffons nålexperiment och släppte en nål på en tallrik 5 000 gånger för att verifiera värdet av π, en föregångare till Monte Carlo-metoden.